# Ramakiengalerij

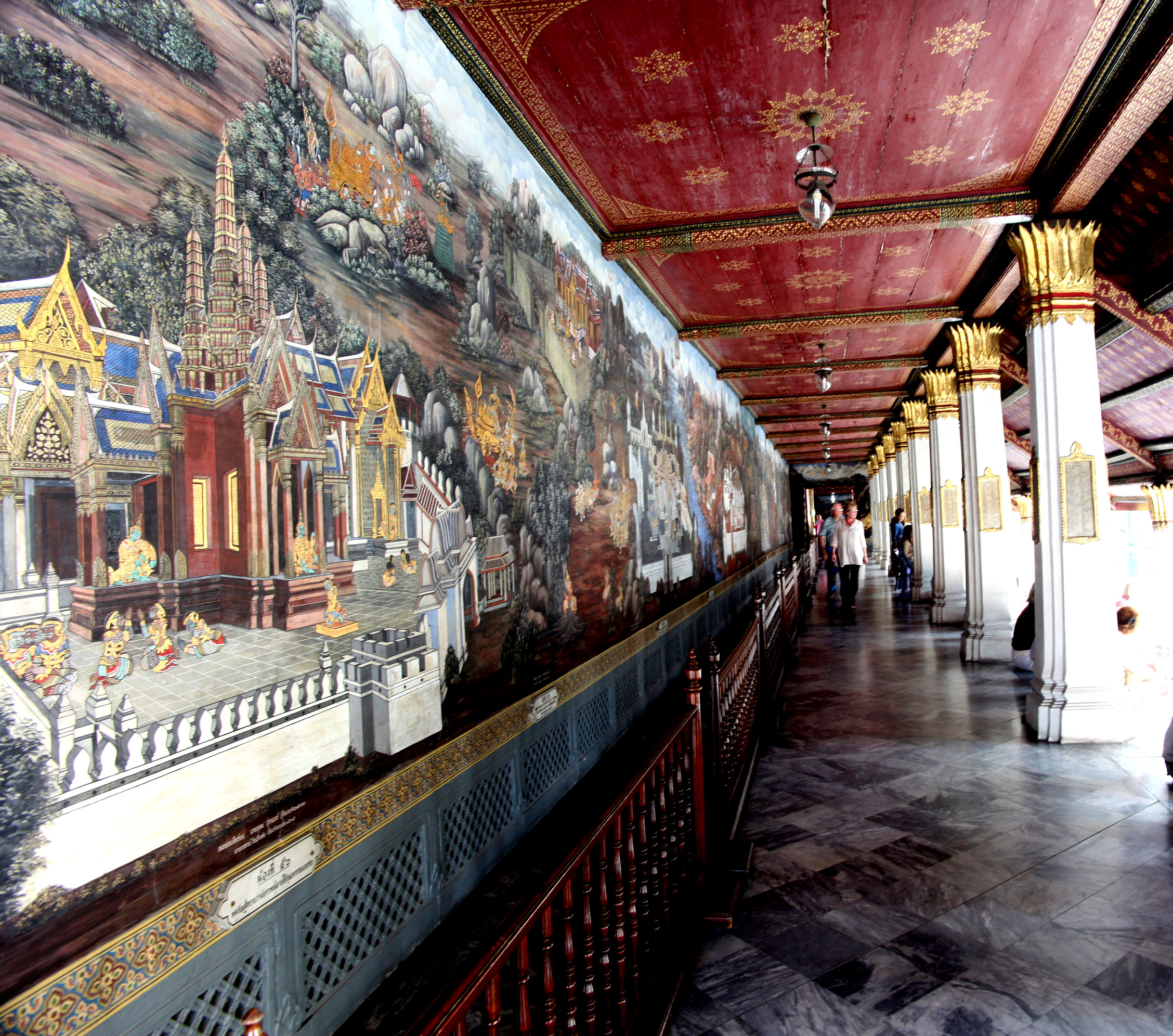
De muurschilderingen in de Ramakiengalerij

De Ramakiengalerij is een galerij rond het tempelcomplex Wat Phra Kaew in de Thaise hoofdstad Bangkok. In de Ramakiengalerij zijn 178 panelen, waarop het hele Ramakien-verhaal is geschilderd.